# Saint-Rémy (Dordogna)
Saint-Rémy è un comune francese di 438 abitanti situato nel dipartimento della Dordogna nella regione della Nuova Aquitania.

## Società

### Evoluzione demografica
Abitanti censiti